# Dicranomyia (Dicranomyia) knabi
Dicranomyia (Dicranomyia) knabi is een tweevleugelige uit de familie steltmuggen (Limoniidae). De soort komt voor in het Neotropisch gebied.